# Valiha

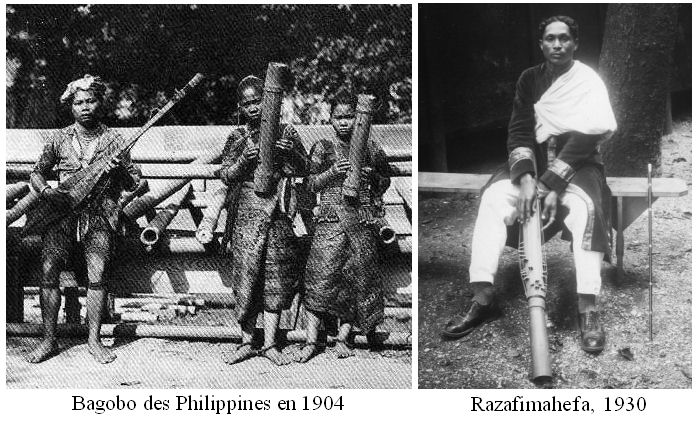
Joueurs de valiha des Philippines (1904) et de Madagascar (1930).

Le valiha est une variété de cithare tubulaire en bambou qu'on rencontre dans tout Madagascar. Ses origines sont indonésiennes et on en trouve des variantes, parfois plus primitives, parfois plus évoluées, chez la plupart des peuples malais montagnards, y compris ceux des Philippines. Il est également présent chez les peuples de même origine (les Jara, Edde, Curu, Raglai) de la péninsule indochinoise.

## Facture

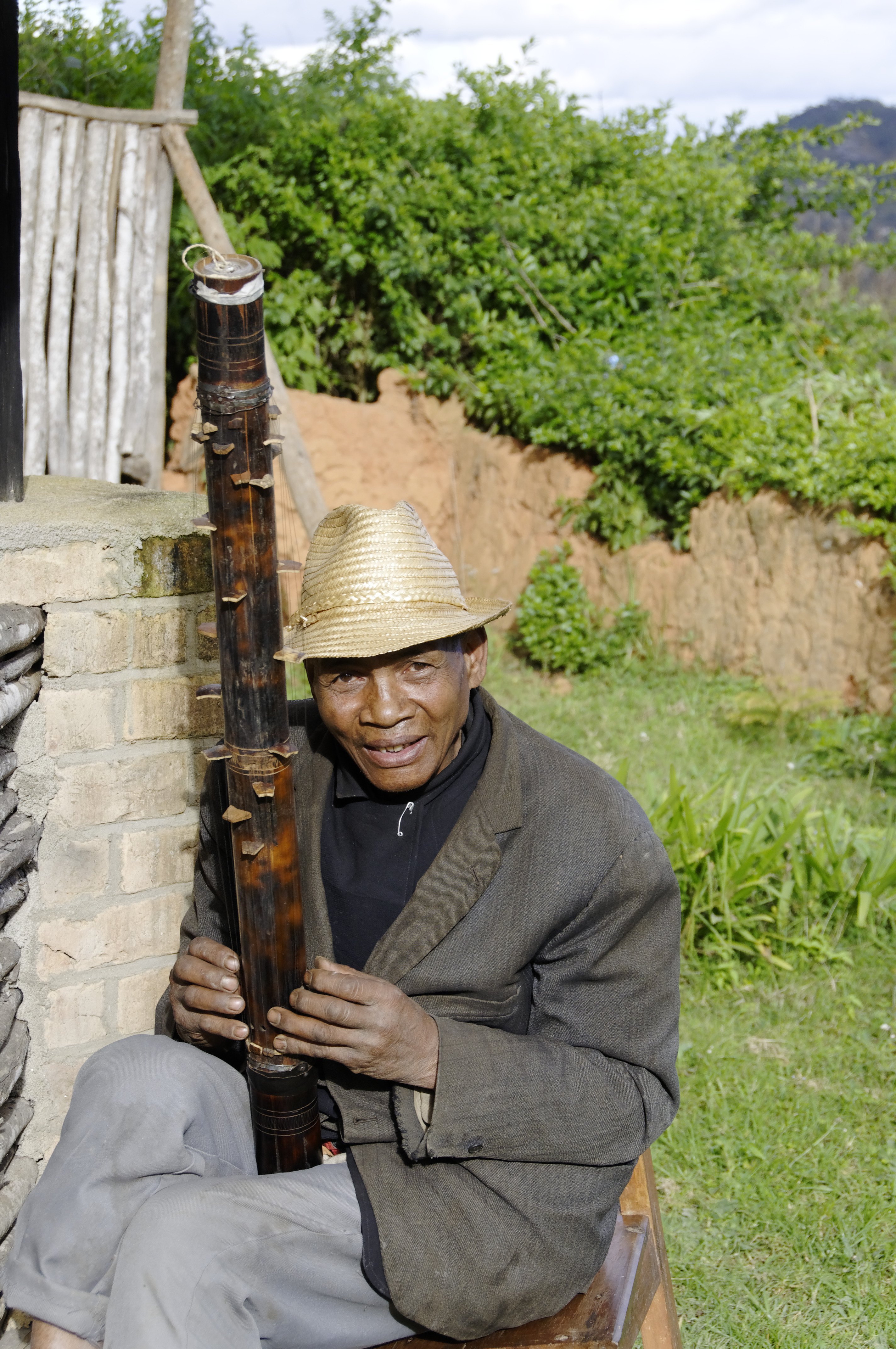
Un joueur de valiha malgache à Ambohimahasoa.

Il est composé d'un segment de bambou (de 60 à 130 cm de long) servant à la fois de table d'harmonie et de résonateur grâce à une longue fente longitudinale (ouïe) entre les nœuds non percés des extrémités.
Initialement, les cordes étaient réalisées par décollement des fibres longitudinales de l'écorce du bambou central, auquel elles restaient attachées par leurs deux extrémités. Façonnées en forme de cordes sommaires, et soulevées au-dessus de la table, elles prenaient appui sur de petits chevalets taillés dans un morceau d'écorce de cucurbitacée disposés autour du bambou, en deux demi-hélices symétriques : à faible pas d'un côté (chevalets multiples, fixes), à grands pas de l'autre (sillets multiples, mobiles), ces derniers seuls étant utilisés pour l'accord de l'instrument par ajustement de la longueur vibrante de la corde.
Les « cordes » fibreuses donnaient des sonorités de percussions étouffées : par la suite, on les remplaça par des cordes en acier avec des résultats tout à fait satisfaisants donnant à l'instrument actuel un timbre caractéristique, plus proche de la cithare.
En revanche, les tentatives de valiha électrique n'ont pas eu de succès car elles lui faisaient perdre sa sonorité romantique et intimiste ; une variété moderne montée sur une caisse de résonance est cependant devenue très populaire.

## Jeu
On en joue debout ou assis, l'instrument coincé sous le bras, les deux mains ainsi libres de le pincer.
Les notes sont disposées selon la gamme diatonique, mais alternativement à gauche et à droite de l'ouïe longitudinale, de sorte que les cordes voisines, d'un côté comme de l'autre, sonnent selon une série de tierces ascendantes, autorisant très facilement des accords « harpés » d'une très grande douceur (plectre non utilisé) ainsi qu'une grande virtuosité par le jeu alterné des deux mains, similaire à celui des sanzas.

## Lien
- Cours de Valiha en ligne et gratuit Bana Rahalahy indique comment accorder une valiha, donne des séries d'exercices à pratiquer, avec de la vidéo.